# Dean Geyer

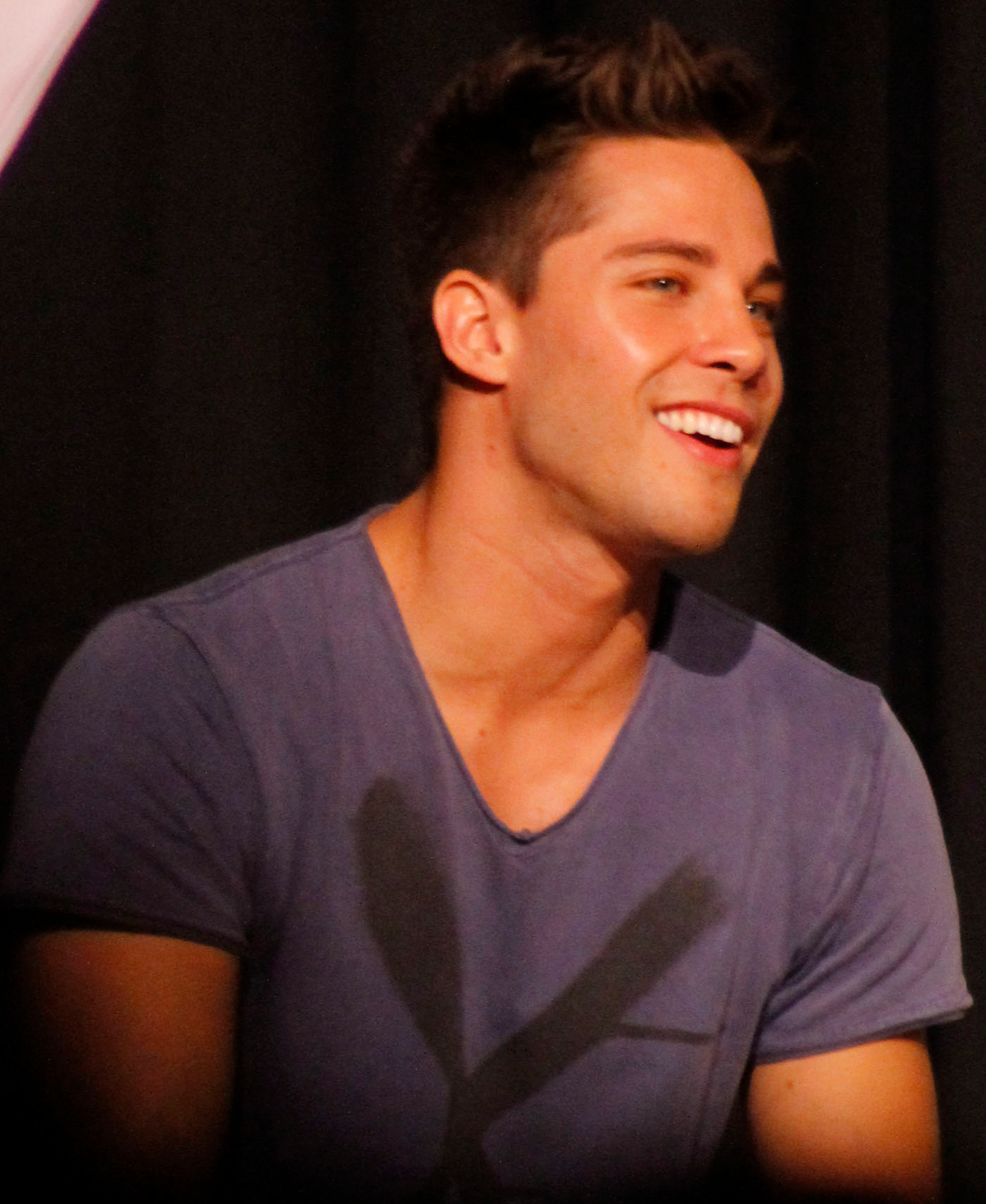
Dean Geyer (2012)

Stanley Dean Geyer  (* 20. März 1986 in Johannesburg, Südafrika) ist ein südafrikanisch-australischer Sänger, Songwriter und Schauspieler.

## Leben
Geyer wurde als der älteste Sohn von Debbie und Keith Geyer geboren. Er hat zwei jüngere Geschwister, Jessica und Tatum. Im Alter von 15 Jahren zog er nach Melbourne in Australien. Im Jahr 2004 bekam er dort einen Abschluss an einer High School. Dean Geyer interessierte sich früh für Musik. Er lernte Gitarre spielen, schrieb erste eigene Songs und spielte in einer Band namens Dritten Edge.

### Privatleben
Er war von 2007 bis 2008 mit der The-Veronicas-Sängerin Lisa Origliasso zusammen. Seit den Dreharbeiten 2010 zu The Fighters 2: Beatdown führt er eine Beziehung mit Jillian Murray. Sie kündigten ihre Verlobung am 18. Dezember 2016 an und heirateten am 14. September 2017.

## Karriere

### Musikkarriere
Geyer sang in der dritten Ausgabe der Casting-Show Australian Idol einen Song von Marc Cohn und kam eine Runde weiter. In den nächsten Shows sang er den selbst komponierten Song Nice to meet you. Mit dem Lied kam er von den Top 100 in die Top 24 in Sydney. In einer Show sang er einen Song gemeinsam mit Gavin DeGraw vor (Beautiful Day). In den Top 12 sang er Ryan Cabreras On the Way Down. Im Finale sang er Edwin McCains I'll be.
Im Jahr 2006 unterschrieb er einen Plattenvertrag bei Sony BMG. Anfang 2007 wurde seine erste Single If you don’t mean veröffentlicht. Wenige Wochen später folgte sein erstes Album Rush. Im Jahr 2008 nahm er zusammen mit Caitlin Stasey den Song Unforgettable auf, der in der Nachbarn-Folge vom 19. Mai 2008 zu hören war.

### Schauspielkarriere
Am 4. November 2007 erhielt er eine Rolle in der australischen Fernsehserie Nachbarn. Er war vom 27. März 2008 bis zum 30. April 2009 als Sänger Ty Harber zu sehen. 2011 war er in einer Gastfolge von Single Ladies zu sehen. Seinen Durchbruch schaffte er in den USA mit der Rolle des Mark Reynolds in der FOX Science-Fiction-Fernsehserie Terra Nova. Jedoch wurde die Serie nach nur einer Staffel wieder eingestellt. Außerdem hatte er eine Hauptrolle in dem Martial-Arts-Film The Fighters 2: The Beatdown, der Fortsetzung von The Fighters. In der vierten Staffel der Fox-Fernsehserie Glee übernahm er die Rolle des Brody Weston.
Vom 31. Januar bis zum 28. Februar 2016 war Geyer Teilnehmer der australischen Reality-Show I’m a Celebrity…Get Me Out of Here! und belegte den 9. Platz.

## Filmografie
- 2006: Australian Idol
- 2008–2009: Nachbarn (Neighbours, Fernsehserie, 244 Episoden)
- 2011: Single Ladies (Fernsehserie, Episode 1x09)
- 2011: Terra Nova (Fernsehserie, 13 Episoden)
- 2011: The Fighters 2: The Beatdown (Never Back Down 2: The Beatdown)
- 2012–2013: Glee (Fernsehserie, 14 Episoden)
- 2015: Landmine Goes Click
- 2015: Killer Beach (The Sand)
- 2016: Shades of Blue (Fernsehserie)
- 2023: Zoey 102

## Diskografie
Alben
- 2007: Rush

Singles
- 2007: If you don't mean
- 2008: Unforgettable